# Danny Freymark

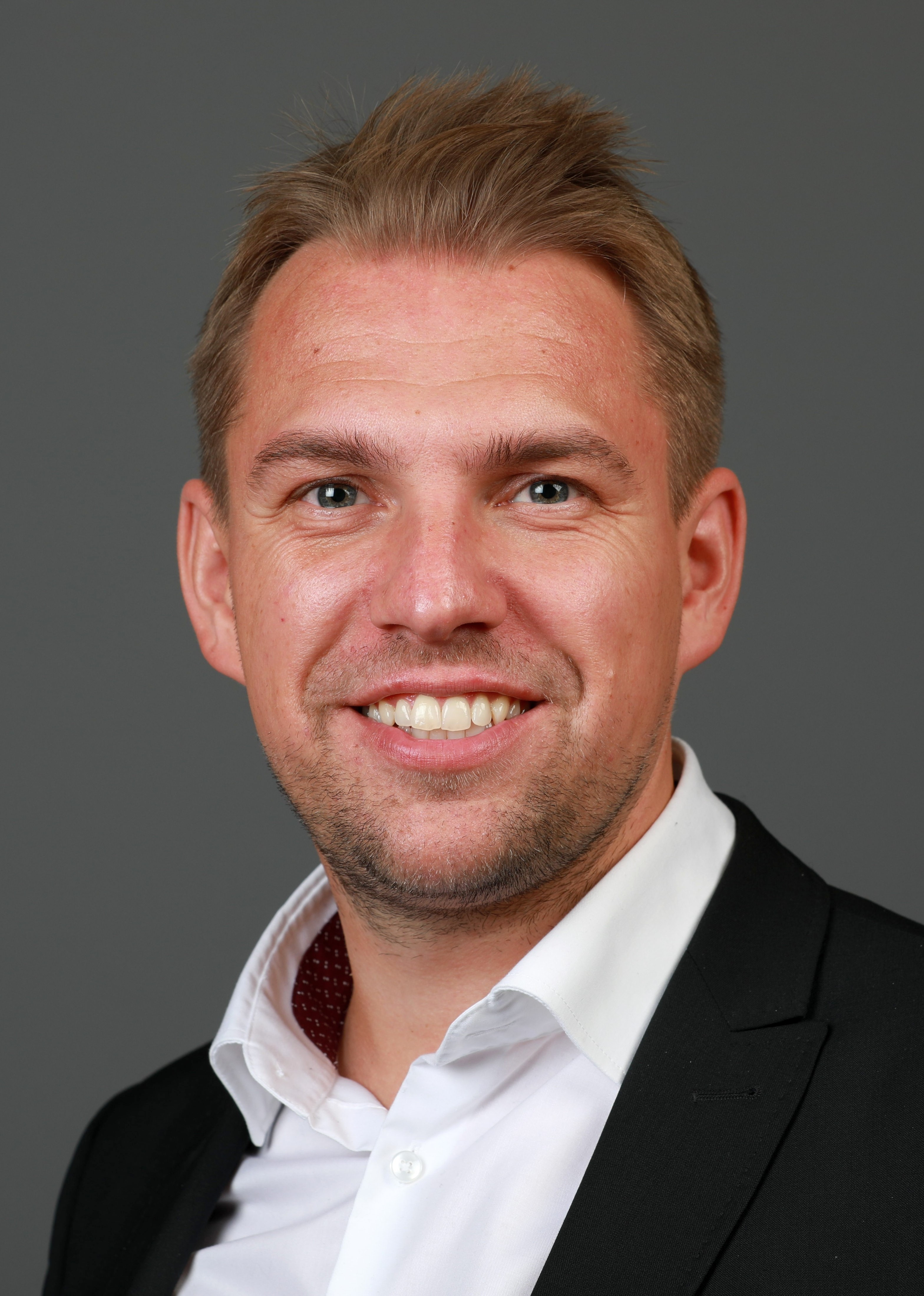
Danny Freymark (2017)

Danny Freymark (* 9. April 1983 in Berlin-Friedrichshain) ist ein deutscher Politiker (CDU). Er ist seit 2011 Mitglied des Abgeordnetenhauses von Berlin und umweltpolitischer Sprecher der CDU-Fraktion. Von 2016 bis 2021 war er Parlamentarischer Geschäftsführer der CDU-Fraktion. Seit 2021 ist er stellvertretender Fraktionsvorsitzender der CDU-Fraktion im Berliner Landesparlament.

## Leben und Beruf
Von 1999 bis 2002 absolvierte Freymark eine Ausbildung zum Kaufmann im Einzelhandel. Zudem legte er 2004 das Fachabitur an der Oscar-Tietz-Schule ab. Im Anschluss leistete er seinen Zivildienst in der Jugendberatung Compass.Mitte. Von 2005 bis 2012 war er als kaufmännischer Angestellter tätig. Freymark beendete 2012 sein Studium der Betriebswirtschaftslehre an der Hochschule für Technik und Wirtschaft in Berlin mit dem Bachelor of Arts.

## Politik
Danny Freymark trat als Jugendlicher in die Schüler Union sowie Junge Union ein und war unter anderem Landesvorsitzender der Berliner Schüler Union, Landesschatzmeister der Jungen Union Berlin und Kreisvorsitzender der Jungen Union Lichtenberg. Darüber hinaus engagierte er sich in der CDU Lichtenberg, besonders im Ortsteil Hohenschönhausen. Seit 2011 ist er Ortsvorsitzender der CDU Hohenschönhausen.
Am 18. September 2011 wurde er bei der Wahl zum Abgeordnetenhaus von Berlin 2011 mit 15,2 % der Erststimmen über die Bezirksliste in das Abgeordnetenhaus von Berlin gewählt. Er war Mitglied im Petitionsausschuss, dem Ausschuss für Bürgerschaftliches Engagement, dem Ausschuss für Bauen Wohnen und Verkehr sowie dem Ausschuss für Stadtentwicklung und Umwelt.
Im Wahlkampf zur Bundestagswahl 2013 war er Wahlkampfleiter der CDU im Bundestagswahlkreis Berlin-Lichtenberg.
Am 18. September 2016 wurde er mit einer Steigerung von 5,8%-Punkten des Erststimmenergebnisses, mit 21,0 % der Erststimmen insgesamt, über die Bezirksliste wiedergewählt. Dieser Hinzugewinn war der prozentual höchste aller 78 Direktkandidaten der CDU Berlin. Er wurde wenige Wochen später zu einem von drei parlamentarischen Geschäftsführern der CDU-Fraktion Berlin gewählt und zwei Jahre später in diesem Amt bestätigt. Er war Mitglied im Petitionsausschuss, dem Ausschuss für Umwelt, Verkehr und Klimaschutz, dem Unterausschuss Beteiligungsmanagement und dem Gesundheitsausschuss.
Bei der Wahl zum Abgeordnetenhaus von Berlin 2021 wurde Freymark mit 25,5 % direkt ins Abgeordnetenhaus gewählt. Bei der Wiederholungswahl 2023 konnte er seinen Sitz im Abgeordnetenhaus mit einem Ergebnis von 40,8 % verteidigen. Für die Bundestagswahl 2025 tritt er als Direktkandidat der CDU-Lichtenberg für den Bundestagswahlkreis Berlin-Lichtenberg an.
Darüber hinaus engagiert sich Freymark in verschiedenen Vereinen und überparteilichen Institutionen, wie dem Förderkreis Denkmal für die ermordeten Juden Europas e. V. in Hohenschönhausen und Berlin. Zudem ist er einer von drei Vorsitzenden des Förderkreises „Campus für Demokratie“. Seit dem Jahr 2019 ist er der Sprecher aller umweltpolitischen Sprecher der CDU-Fraktionen in den Landtagen. Freymark ist Mitglied der überparteilichen Europa-Union (EUB), die sich für ein föderales Europa und den europäischen Einigungsprozess einsetzt.

## Ehrungen
- Ehrenzeichen des Landesfeuerwehrverbandes Berlin in Bronze – 2017
- Preis für innovative Parteiarbeit der CDU Deutschlands – 2019[11]